# Ugnė
Ugnė ist ein litauischer weiblicher Vorname, abgeleitet von ugnis (Feuer). Die männliche Form ist Ugnius.

## Verbreitung
In Litauen zählt der Name zu den beliebtesten Mädchennamen. Seit 1999 ist er in den Top-20 vertreten, die beste Platzierung erzielte Ugnė in den Jahren 2010 und 2011 mit dem 3. Rang.
Im deutschsprachigen Raum kommt der Name nur selten vor. In der Schweiz tragen 13 Mädchen den Namen (Stand 2023). In den skandinavischen Ländern Dänemark, Norwegen und Schweden gilt er als nur mäßig verbreitet. Ugne taucht seit dem Jahr 2005 fast regelmäßig in der Namensgebung von England, Schottland, Nordirland und Irland auf. Jedoch ist er nicht besonders populär. Seine Vergabe ist auch in den USA nachgewiesen.

## Personen
- Ugnė Galadauskaitė, Moderatorin
- Ugnė Karvelis (1935–2002), Autorin und Botschafterin, Mitglied des UNESCO-Vorstands von 1997 bis 2002
- Ugnė Urbonaitė (* 1983), Badmintonspielerin
- Ugnė Karvelis (1935–2002), Autorin, Übersetzerin und Mitglied des UNESCO-Vorstands